# Gamow (Mondkrater)
Gamow ist ein Einschlagkrater auf der Mondrückseite. 
Der Krater liegt südlich des ähnlich großen Kraters Seares. In östlicher Richtung findet sich der ebenfalls vergleichbar große Avogadro, im Nordwesten liegt der noch größere Schwarzschild.
Der Krater ist stark erodiert, insbesondere der östliche Teil ist von mehreren Einschlägen überlagert, auch am Kratermittelpunkt befindet sich ein kleiner, schüsselförmiger Einschlagkrater. Die Entstehungszeit von Gamow fällt in die nektarische Periode.
Gamow hat fünf Nebenkrater:
| Buchstabe | Position            | Durchmesser | Link |
| --------- | ------------------- | ----------- | ---- |
| A         | 67,13° N, 148,25° O | 28 km       |      |
| B         | 66,29° N, 148,86° O | 25 km       |      |
| U         | 66,39° N, 136,6° O  | 32 km       |      |
| V         | 66,13° N, 139,26° O | 45 km       |      |
| Y         | 67,7° N, 143,29° O  | 27 km       |      |

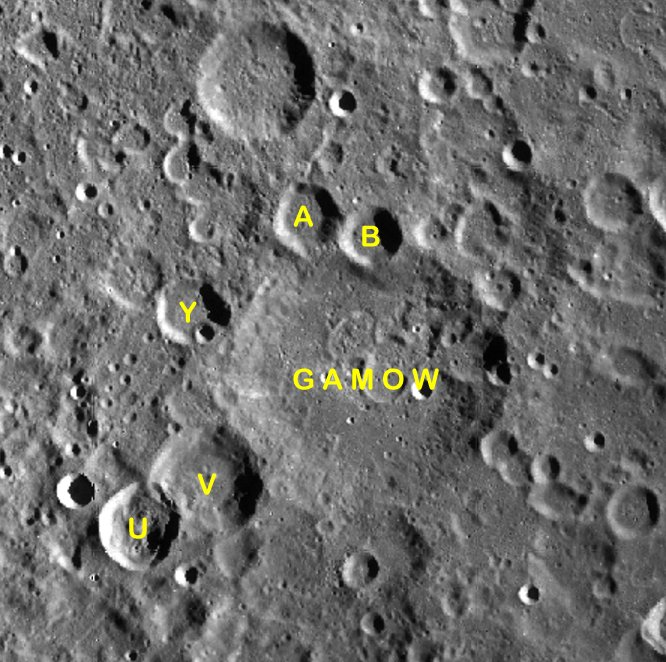
Gamow mit seinen Nebenkratern

Der Krater wurde 1970 von der IAU offiziell nach dem US-amerikanischen Physiker George Gamow benannt.